# Combates de Cagayán
Los combates de Cagayán fueron una serie de enfrentamientos militares que tuvieron lugar en 1582 entre la Armada Española de Filipinas al mando del capitán Juan Pablo de Carrión y piratas chinos, coreanos, filipinos y japoneses liderados por Tay Fusa. Las batallas tuvieron lugar en las proximidades del río Cagayán como respuesta a los saqueos piratas de las costas de Luzón, y se saldaron con victoria española.
El suceso fue otro de una serie de enfrentamientos virreinales entre soldados ibéricos y piratas japoneses y chinos. El primer combate de esta clase se había dado en la Batalla de la bahía de Fukuda de 1565, protagonizada por la marina portuguesa, y posteriormente en la Batalla de Manila de 1574, en la que una gran coalición de piratas chinos y japoneses trató sin éxito de tomar la ciudad antes de ser repelidos por los españoles. Como en todos ellos, dio la victoria a los occidentales la ciencia militar ibérica, basada en el uso de arcabuceros, piqueros y rodeleros y en potentes embarcaciones y fortificaciones.

## Contexto
En torno a 1573, los japoneses comenzaron a intercambiar oro por plata en la isla filipina de Luzón, especialmente en las actuales provincias de Cagayán, Gran Manila y Pangasinán (concretamente la zona de Lingayén). En 1580, sin embargo, un corsario japonés forzó a los nativos de Cagayán a prestarle fidelidad y sumisión.
Los primeros asentamientos japoneses en Filipinas habían sido realizados por los wakō, unos piratas muy activos en las costas de China desde el inicio de la Dinastía Ming (1368-1644). Su actuación se intensificó de nuevo en el siglo XVI alcanzando también las Islas Filipinas. Aunque para entonces bajo el nombre de wokou se incluía también a los piratas chinos, las incursiones de piratas japoneses eran muy frecuentes en las islas españolas que tenían fama en Japón de ser ricas en oro.

La actividad de los corsarios --o piratas-- japoneses se había convertido en algo normal. Además de los avisos de preparativos navales, los hispanos observaron cómo al año siguiente de un buen botín se podía esperar mayor número de naves corsarias; en diversas ocasiones, sobre todo en informaciones de los años de gobierno de Gómez Pérez Dasmariñas, se hizo notar que las islas españolas tenían fama de ricas en oro en Japón.
Emilio Sola. Historia de un desencuentro. España y Japón, 1580-1614.

El gobernador general Gonzalo Ronquillo de Peñalosa escribió a Felipe II el 16 de junio de 1582:

Los japoneses son la gente más belicosa que hay por aquí. Traen artillería y mucha arcabucería y piquería. Usan armas defensivas de hierro para el cuerpo. Todo lo cual lo tienen por industria de portugueses, que se lo han mostrado para daño de sus ánimas.
Carta de Gonzalo Ronquillo de Peñalosa gobernador de Filipinas al rey, del 16 de junio de 1582 (Archivo General de Indias, FILIPINAS,6,R.4,N.49)

Ronquillo encargó enmendar la situación a Juan Pablo de Carrión, capitán de la Armada, que poseía una honda experiencia militar en las Filipinas y el mar de la China.

## Batalla

### Preludio
La primera acción se llevó a cabo en el mar de la China Meridional, donde Carrión avistó un buque de guerra japonés y, valiéndose de la superioridad técnica de su propio navío, de construcción occidental, lo cañoneó con facilidad hasta obligarlo a retirarse.
Un tiempo después, la respuesta pirata llegó a través del cabecilla Tay Fusa, también referido como Tayfusu o Tayfuzu, que reunió una flota de 18 champanes y navegó rumbo al archipiélago filipino. Aunque los wokou incluían tanto japoneses como chinos, malayos y coreanos, el nombre de su caudillo sugiere que los japoneses lideraban la flota, ya que "Tay Fusa" se trata probablemente de la transliteración de "Taifu-sama", siendo taifu (大夫, pronunciada dàfū en chino) una palabra usada para referirse a los comandantes o señores feudales.
Para contrarrestarlo, el capitán Carrión alistó y compuso una flota de siete embarcaciones de guerra: cinco bajeles pequeños de apoyo, un navío ligero (el San Yusepe) y una galera (la Capitana). A bordo de las naves, aparte de los tripulantes, iban cuarenta soldados. Contrariamente a la creencia popular, no más de cinco o seis pertenecían a los tercios y habían luchado en Europa, pues la mayoría eran novohispanos nacidos en Nueva España, hoy México. Se trataba de criollos y una minoría de indígenas de origen tlaxcalteca, veteranos entre otras de la Guerra Chichimeca, y plenamente integrados en el ejército novohispano español a la par que ibéricos, pues estos ya habrían participado en varias de las primeras exploraciones en el Pacífico y algunas de las guerras en la región. Todo el armamento que llevaban era europeo, con las armas y defensas de un soldado común. Todos conocían de memoria, y practicaban con soltura, las tácticas habituales de las formaciones españolas. La flotilla sería asimismo nutrida de reclutas de las tribus aliadas tagalas, pampangas y bisayas.

### Primer choque
Al pasar por el cabo de la isla, la flota avistó un gran junco japonés que acababa de arrasar la costa y saquear a los habitantes. La galera Capitana se adelantó entonces para interceptarlo, a pesar de que el barco japonés era de mayor tamaño y cargaba más combatientes. Tras alcanzar al junco, la Capitana lanzó unas ráfagas de artillería que causaron los primeros muertos y heridos, y a continuación se enganchó al barco nipón para iniciar un abordaje, dirigido este personalmente por el propio Carrión.
Sin embargo, debido a que los piratas eran superiores en número y contaban no sólo con armas blancas, sino también con sus propios arcabuces provistos por los portugueses, los abordados consiguieron detener el avance de los españoles y repeler el asalto. La situación se torció para la Armada hasta el punto de que los españoles debieron retroceder y los piratas realizaron su propio abordaje a la cubierta de la galera.
Con el objetivo de recuperar la iniciativa, los soldados de Carrión establecieron una posición defensiva en la popa y formaron una barrera, con los piqueros delante y arcabuceros y mosqueteros detrás. Carrión cortó entonces la driza de la vela mayor, que cayó atravesada sobre el combés, creando una trinchera adicional tras la que parapetarse. Les ayudó en este propósito no sólo su formación y su maestría con las armas de fuego, sino también la mayor robustez de sus armaduras en comparación con sus adversarios. De cualquier modo, esta posición les sirvió finalmente para restablecer las fuerzas y recuperar el terreno mediante descargas de arcabucería y cargas cuerpo a cuerpo, volviendo a hacer recular a los piratas en dirección al junco.
Coincidiendo con este contraataque llegó el San Yusepe, que disparó contra el barco japonés y acabó con los tiradores que aún hostigaban a la Capitana. Al comprender que la batalla estaba perdida, los piratas abandonaron los navíos y saltaron al agua para intentar llegar a nado a la costa, con el resultado de que muchos se ahogaron por culpa de sus armaduras, que no por ser más ligeras eran menos farragosas para nadar. Los españoles contaban también con las primeras bajas, entre ellas el capitán de la galera, Pedro Lucas.

### Batalla en el Tajo
Una vez recompuesta, la flotilla española continuó por el río Tajo (nombre del río Grande de Cagayán) y se encontró con la flota de 18 champanes de Tay Fusa, que había construido además fortificaciones en la desembocadura del río, contando en total entre 600 y 1000 hombres. Carrión consiguió atraerles río adentro, lejos de sus posiciones ventajosas, y allí los dos contingentes combatieron a distancia durante horas, hasta que los cañones occidentales, más potentes y mejor manejados, permitieron a sus dueños imponerse.
Se estima que cerca de 200 japoneses resultaron muertos o heridos en el intercambio. Los españoles desembarcaron en un recodo del río para tomar posiciones cerca de donde estaba el grueso de las fuerzas enemigas, construyendo una trinchera y colocando en ellas los cañones de la galera, con los que continuaron haciendo fuego.
Viéndose superados estratégicamente, los wokou decidieron negociar una rendición, pero Carrión se negó y les ordenó marcharse de Luzón. Los piratas respondieron entonces pidiendo una indemnización en oro por las pérdidas que sufrirían si se marchaban, a lo que siguió una nueva y rotunda negativa de Carrión. Rotas las negociaciones, los japoneses decidieron atacar las posiciones terrestres españolas con varios centenares de soldados, amparándose en su enorme superioridad numérica frente a los defensores (400-800 piratas contra 40 soldados y 20 marineros), pero la trinchera aguantó sus dos primeros asaltos.
Los japoneses recurrían a la táctica de asir las astas de las picas para abrirse camino o hacerse con ellas, por lo que los piqueros y alabarderos españoles optaron por untar sebo en la madera durante la pausa entre las escaramuzas, a fin de que resbalaran y fueran más difíciles de agarrar.
A estos asaltos los siguió un tercero, más desesperado y ya con las reservas de pólvora de ambos bandos agotadas, en el que se luchó cuerpo a cuerpo en las mismas fortificaciones, pero el resultado volvió a ser la victoria española. Aunque los españoles habían perdido ya al menos 10 soldados, las bajas japonesas a estas alturas eran mucho mayores, con lo que éstos desistieron del ataque y emprendieron la retirada final. Los defensores salieron en su persecución y abatieron a muchos japoneses, pero otros tantos consiguieron salvarse gracias a que el menor peso de sus armaduras les permitía correr más rápido. Los españoles se hicieron con las armas japonesas que habían quedado sobre el campo de batalla como trofeo, lo que incluía katanas y armaduras.

## Consecuencias
Pacificada la región, y ya con refuerzos, Carrión fundó en la zona la ciudad de Nueva Segovia (hoy Lal-lo). Pese a ello, persistió la presencia de actividad pirata, aunque de manera residual y comercial, en la bahía de Lingayén. Esta actividad especialmente consistía en el comercio de piel de ciervo. Pese al establecimiento de unas relaciones comerciales pacíficas con Japón en 1590, el por entonces kanpaku Toyotomi Hideyoshi demandó en numerosas ocasiones que las Filipinas se rindiesen a la suzeranía de los japoneses, pero sin éxito.
Otro encuentro entre españoles y nipones tendría lugar en Siam en 1624, cuando el capitán Fernando de Silva capturó un patache holandés, el Seelandt, al que había identificado erróneamente como un buque español robado. El rey siamés, Songtham, ordenó arrestarle con un enorme contingente que incluía a los mercenarios japoneses de Yamada Nagamasa, saldándose con la muerte de Silva y la captura siamesa del barco. A pesar de las debidas aclaraciones, el incidente no contribuyó a mejorar las relaciones entre todos los bandos implicados, y el mismo año, el shogunato Tokugawa prohibió la presencia española en sus tierras bajo el pretexto de una conspiración, posiblemente en connivencia con los holandeses.
En 1628, una flotilla española al mando de Juan de Alcaraz tomó acciones retributivas contra los asiáticos, hundiendo tres barcos siameses y un shuinsen perteneciente al potentado Sakuemon Takagi, lo que acarreó problemas al comercio portugués. Los españoles trataron de aprovechar el incidente, ofreciendo a Japón compensarles por el barco si reabrían el comercio, pero también fue infructuoso.
Después de que los japoneses capturasen en 1630 otro buque portugués, el Trinidad, un par de encuentros entre Matsukura Shigemasa y Juan Niño de Távora tuvieron lugar en Manila, oficialmente con el objetivo de restablecer relaciones de paz entre las culturas, aunque sospechándose futuras intenciones niponas de invadir la ciudad, para lo cual habrían buscado ayuda flamenca. Tras varios percances políticos y religiosos, el shogunato terminó por aislarse internacionalmente (sakoku) en 1639, cortando toda relación con España y Portugal, y reteniendo solamente presencia holandesa.

## En la cultura popular
Para la historiografía, el conflicto demostró la superioridad de las tácticas de combate españolas sobre las japonesas.
En 2016, el guionista Ángel Miranda y el dibujante Juan Aguilera publicaron mediante micromecenazgo el cómic Espadas del fin del mundo, que narra las batallas contra los piratas japoneses desde el punto de vista de Juan Pablo de Carrión.
En 2019 el cómic Deshechos históricos dedica una viñeta a estas batallas en el capítulo de los tercios españoles.
En 2022 se publica la novela histórica Los primeros de Filipinas del novelista español Juan Pérez-Foncea, que relata de modo novelado la historia de un joven de Nuevo México llamado Gonzalo que siendo niño llega a Filipinas y cuando crece se ve envuelto en los acontecimientos que preceden a la batalla, y finalmente combate como uno de los cuarenta soldados de Juan Pablo de Carrión. Fue editado por la editorial Almuzara.